# 3. század
A 3. század a 201–300-ig tartó éveket foglalja magába.

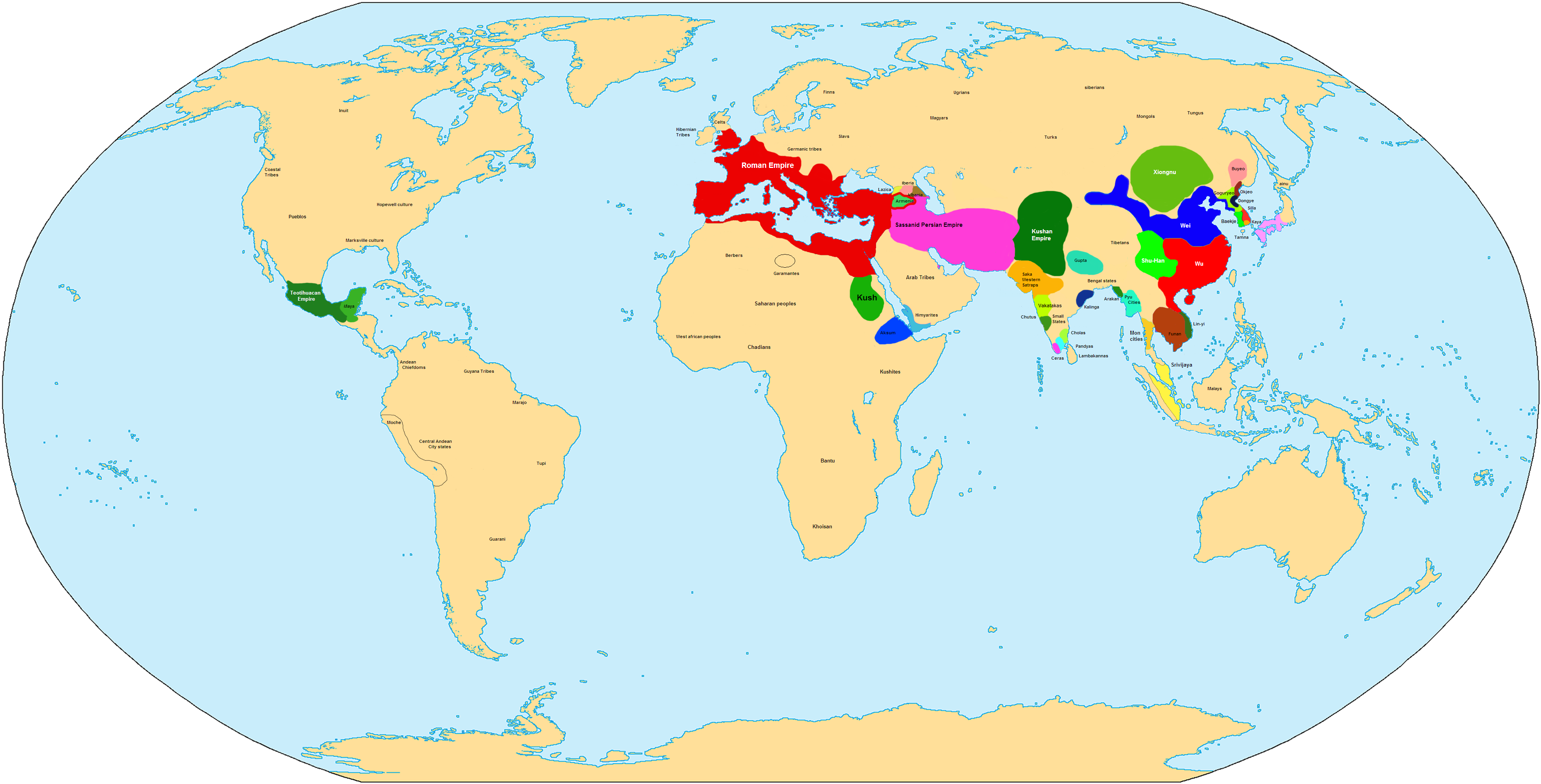
Nagyobb birodalmak, királyságok a világban 250 körül (angol nyelvű)

## Események

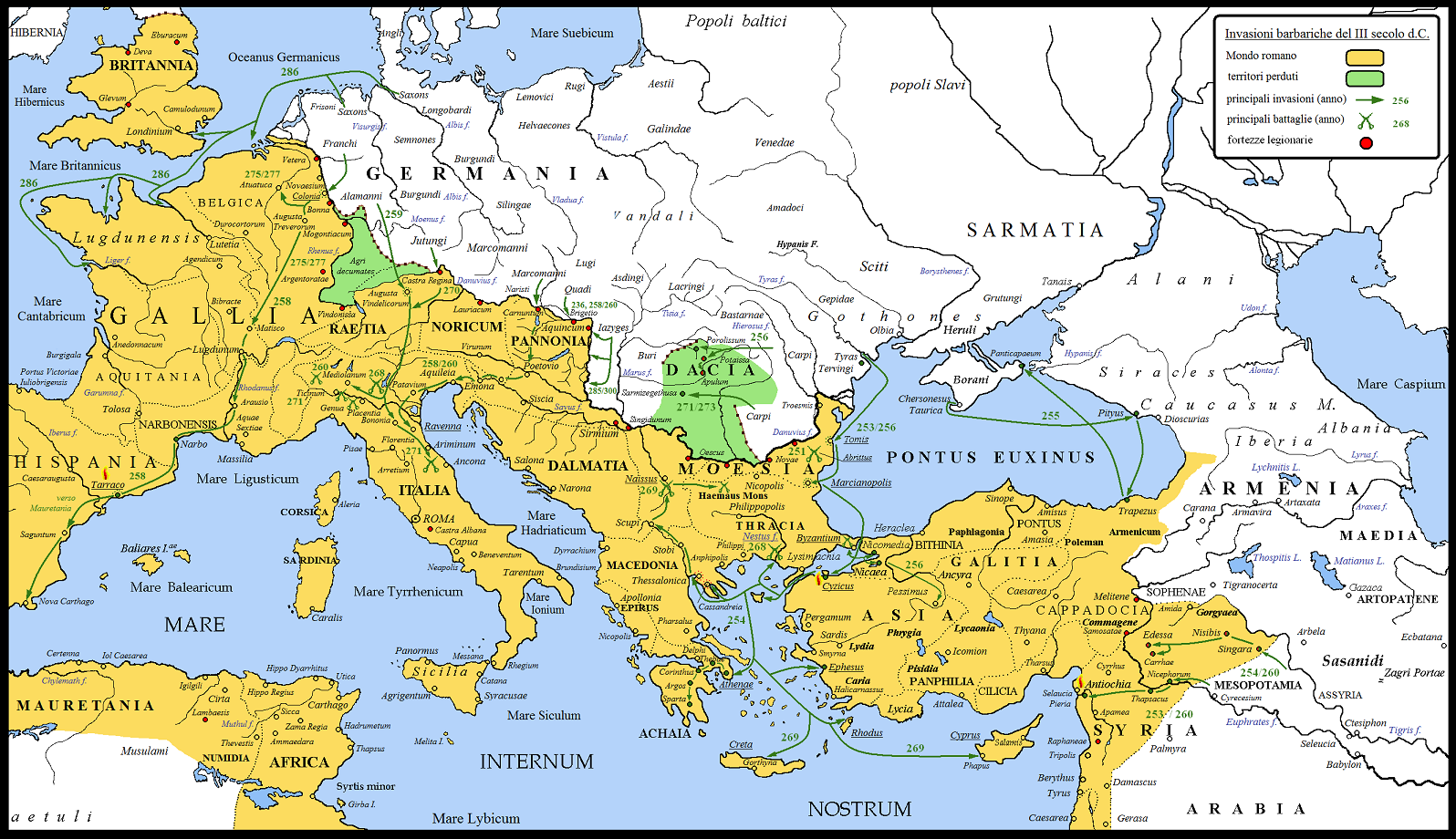
Európa térképe a barbár inváziókkal

A Római Birodalom 271-ben

### Római Birodalom és Európa
- 208–211: Hadjárat Skócia meghódítására
- 212: Constitutio Antoniniana: Caracalla császár kiterjeszti a római polgárjogot a birodalom valamennyi szabad lakosára
- 213: Harcok az alemannok ellen
- 216–217: Parthus háború
- 235–284: Krízis rázza meg a Római Birodalmat. A katonacsászárok kora. Alexander Severus meggyilkolásával (235) a hatalom évtizedekre a hadsereg kezébe kerül, a császárokat többnyire a légiók választják saját tiszteik közül, és ők is buktatják meg. A palotaforradalmak és polgárháborúk során a birodalom katonailag meggyengül, a germán törzsek áttörik a limest, és évről évre végigdúlják a szomszédos provinciákat.

A birodalom általános válságának időszaka: elakad a városok virágzása, visszaesik a termelés és a kereskedelem, elértéktelenedik a pénz, és a gazdasági válságban tönkremegy az a jómódú városi középréteg, amely az antik kultúra hordozója volt. 
- 241–244: Perzsa háború
- 250–260 körül: Decius és Valerianus erőteljesen üldözi a keresztényeket.
- 260: I. Sápúr perzsa uralkodó foglyul ejti Valerianus császárt.
- 259–274: A galliai külön birodalom létrehozása (→ Gall Császárság)
- 268–270: II. Claudius császár. A Garda-tónál megveri az Itáliába benyomuló alemannokat, Naissusnál pedig a gótokat.
- 271: Dacia feladása
- 286: Diocletianus társcsászárt vesz maga mellé, és rábízza a nyugati tartományok kormányzását.

### Ázsia
- 220 – Kínában véget ér a Han-dinasztia → Három királyság kora
- 224 körül: A dél-iráni perzsák megdöntik a parthus birodalmat →  Szászánida Birodalom (224–651)
- 250–538 – Japánban vége a Jajoi-kornak, elkezdődik a Kofun-korszak, az első része a Jamato-kornak.
- Sarnath lesz a központja az indiai buddhista művészetnek.
- A DK-Ázsia-i Funan Birodalom eléri a csúcspontját

### Közép-Amerika
- Honduras, Guatemala és kelet-Mexikó területén virágkorát éli a maja civilizáció (késői preklasszikus kor = i. e. 450 – i. sz. 300)

## Vallás

### Kereszténység
- Az egyiptomi kopt-korszak kezdete, a keresztény szerzetesség; a "sivatagi atyák" megjelenése.
- A Római Birodalomban egyre többen lesznek keresztények a felsőbb társadalmi osztályokban is.

### Manicheizmus
- Máni, a manicheizmus alapítója († 276 k.).
  - A manicheizmus gyors terjedése;
  - 297: követésének tilalma a Római Birodalomban

### Buddhizmus
- Nágárdzsuna (150 - 250), ind filozófus, a mahájána buddhizmus egyik iskolájának megalapítója

## Felfedezések, fejlesztések
- Szíriában egy rövidlátó hercegnőnek kezdetleges szemüveget készítenek.
- Kínában feltalálják az iránytűt.

## Híresebb személyek

### Uralkodó
- Diocletianus római császár

### Vallási személy
- Mani perzsa próféta, a manicheizmus vallás alapítója
- Órigenész, ókeresztény író
- Tertullianus, az apologéták egyike, író

### Egyéb
- Plotinus, görög filozófus
- Anthümosz ókeresztény író
- Antiokhiai Cyprianus 2. vagy 3. századi ókeresztény író
- Artemón (3. század) ókeresztény író
- Athénodorosz (3. század) ókeresztény író, Thaumaturgosz Szent Gergely testvére

## Évtizedek és évek
Megjegyzés: A harmadik század előtti és utáni évek dőlt betűvel írva.
| 190-es évek | 190 | 191 | 192 | 193 | 194 | 195 | 196 | 197 | 198 | 199 |
| 200-as évek | 200 | 201 | 202 | 203 | 204 | 205 | 206 | 207 | 208 | 209 |
| 210-es évek | 210 | 211 | 212 | 213 | 214 | 215 | 216 | 217 | 218 | 219 |
| 220-as évek | 220 | 221 | 222 | 223 | 224 | 225 | 226 | 227 | 228 | 229 |
| 230-as évek | 230 | 231 | 232 | 233 | 234 | 235 | 236 | 237 | 238 | 239 |
| 240-es évek | 240 | 241 | 242 | 243 | 244 | 245 | 246 | 247 | 248 | 249 |
| 250-es évek | 250 | 251 | 252 | 253 | 254 | 255 | 256 | 257 | 258 | 259 |
| 260-as évek | 260 | 261 | 262 | 263 | 264 | 265 | 266 | 267 | 268 | 269 |
| 270-es évek | 270 | 271 | 272 | 273 | 274 | 275 | 276 | 277 | 278 | 279 |
| 280-as évek | 280 | 281 | 282 | 283 | 284 | 285 | 286 | 287 | 288 | 289 |
| 290-es évek | 290 | 291 | 292 | 293 | 294 | 295 | 296 | 297 | 298 | 299 |
| 300-as évek | 300 | 301 | 302 | 303 | 304 | 305 | 306 | 307 | 308 | 309 |